# Junta

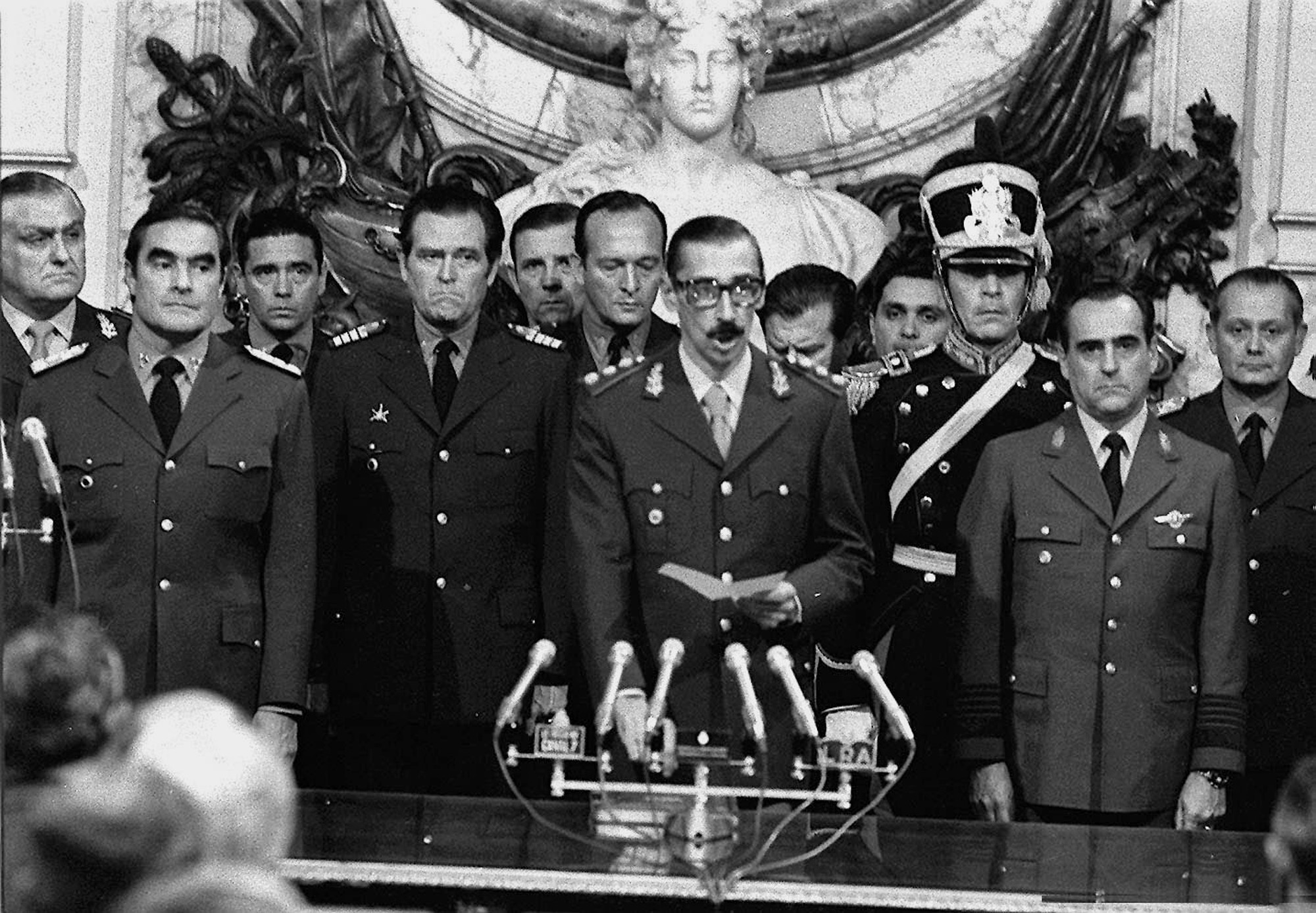
Az argentin junta első embere, Jorge Rafael Videla leteszi az esküt (1976)

A junta (spanyol megközelítő kiejtése hunta) szó eredeti jelentése (=közös) bizottság vagy tanács, és jelenleg is használatos a tanácskozó testületek megnevezésére. A kortárs politikai nyelvben a katonai diktatúra leginkább Dél-Amerikában előforduló formájára utal.
A juntákban a hatalom (hivatalosan) magas rangú katonatisztekből álló bizottságé, de ez a testület gyakran csak egy diktátor szerepének kendőzésére szolgál.

## Történelmi példák
A szót spanyol nyelvű országok történelme során többfajta kormányzati rendszer vagy testület megjelölésére használták (például a napóleoni háborúk során). Ilyen szövegösszefüggésben nem feltétlenül katonai diktatúrára utal.
Ilyen kormányzati formája volt Görögországnak 1967 és 1974 között. Augusto Pinochet Chiléje valamint Argentína katonai diktatúrája 1976 és 1983 között.